# جائزة غرامي لأفضل ألبوم روك
جائزة الغرامي لأفضل ألبوم روك (بالإنجليزية: Grammy Award for best rock album)‏ هي جائزة تقدمها الأكاديمية الوطنية لتسجيل الفنون والعلوم (NARAS) سنويا ضمن حفل توزيع جوائز الغرامي.